# Stift Metelen

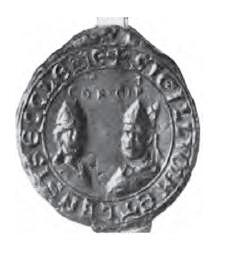
Siegel des Stifts Metelen von 1298

Das Kloster, später Stift Metelen in der Gemeinde Metelen (Kreis Steinfurt; Nordrhein-Westfalen) wurde 889 gegründet. Zunächst war es ein reichsunmittelbares Nonnenkloster, ab dem 13. Jahrhundert war es ein Kanonissenstift und die Bewohnerinnen lebten teilweise nach der Augustinerinnenregel. Am Ende des 15. Jahrhunderts wurde es in ein freiweltliches Damenstift umgewandelt. Im Jahr 1803 beziehungsweise 1810 wurde es säkularisiert.

## Gründungsphase

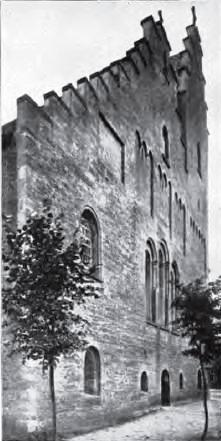
Westansicht der Stiftskirche (Aufnahme von 1894)

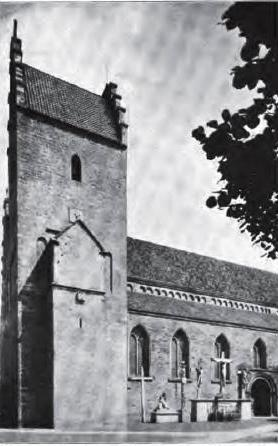
Südansicht der Stiftskirche (Aufnahme von 1894)

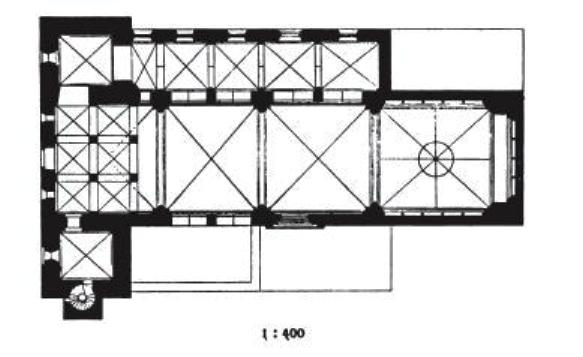
Grundriss der Stiftskirche

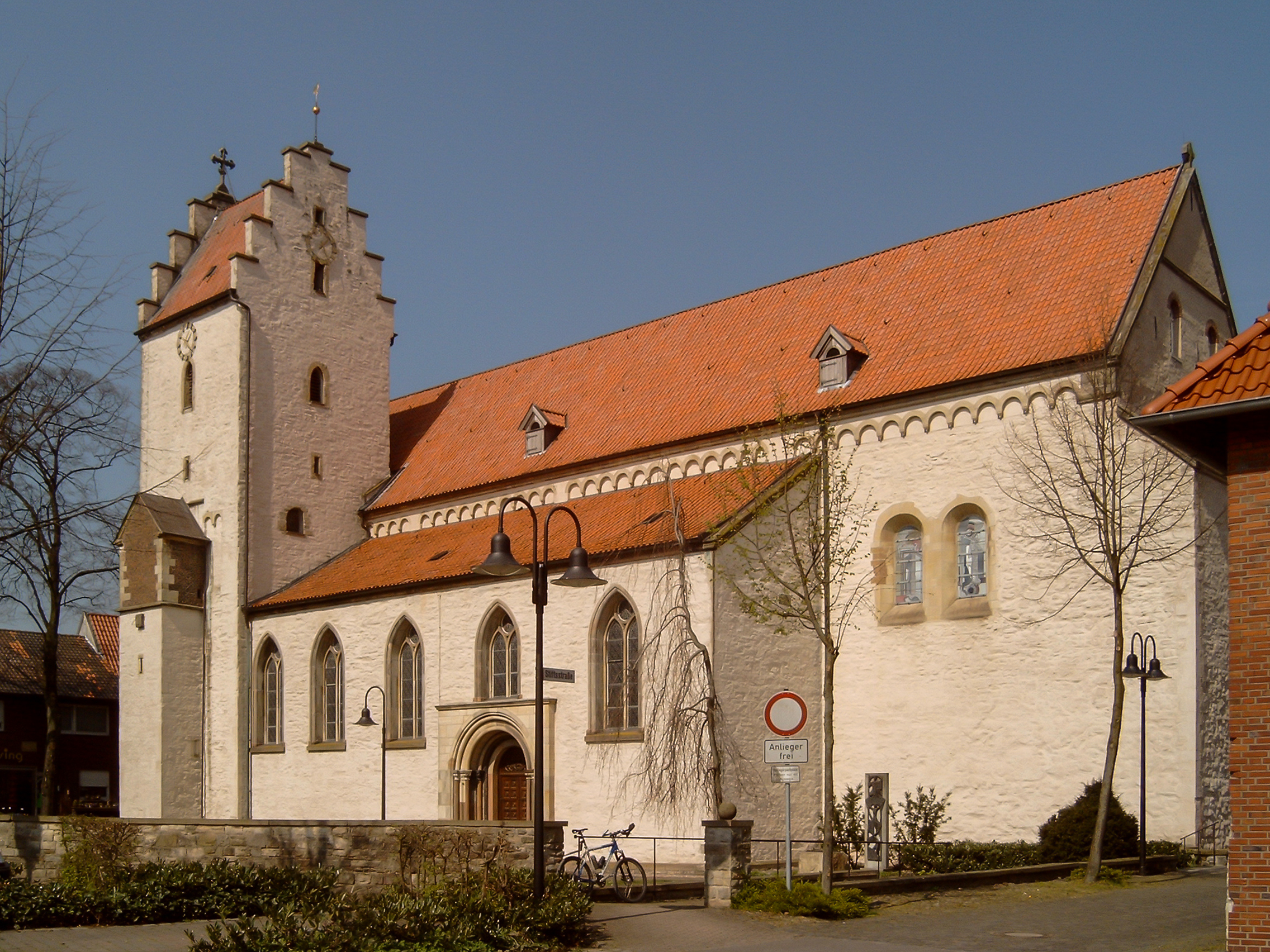
Das südliche Seitenschiff wurde 1856–1858 von Emil von Manger angebaut

Für den Standort des Klosters spielten ein damals wichtiger Heerweg und die Nähe verschiedener Burganlagen eine Rolle. Eine adelige Dame Friduwi gründete 889 das Kloster und stellte als ökonomische Basis ihren Grundbesitz zur Verfügung. Damit gehörte Metelen zur frühesten Gruppe von Frauenklöstern in Westfalen. Die Stifterin, gleichzeitig erste Äbtissin, entstammte dem Geschlecht der Billunger. Geweiht war das Stift den Heiligen Cornelius und Cyprianus.
Die Erlaubnis zur Errichtung des Klosters erteilte König Arnulf von Kärnten. Dieser verlieh ihm auch die volle Immunität, sicherte die freie Wahl der Äbtissinnen zu, die solange als möglich aus der Familie der Stifterin kommen sollten, und stellte das Kloster als einziges in der Diözese Münster unter königlichen Schutz. Dazu wurde ein Schutzvogt bestimmt. Die Vogteirechte über das Kloster lagen wie im benachbarten Stift Borghorst und wahrscheinlich auch im Stift Vreden in billungischer Hand. Als Vogt ist der 1016 ermordete und in Vreden beigesetzte Billunger Wichmann III. bezeugt.
Das Stift Metelen und die sich darum entwickelnde Ansiedlung herum waren im Gegensatz zu den angrenzenden Bauerschaften reichsunmittelbar.

## Entwicklung im Mittelalter
Im Jahr 992 kam es zum Konflikt mit Bischof Dodo von Münster, der über das Recht der Vogtswahl das Kloster unter seine Kontrolle bringen wollte. Otto III. entschied sich zugunsten der Nonnen. Die neue Äbtissin Godesta wurde in den hergebrachten Rechten bestätigt und Wichmann III. als Vogt eingesetzt.
Später gelang es den Bischöfen von Münster jedoch, das Recht zur Bestätigung der Äbtissinnenwahl sowie die Rechte zur Besetzung der Vogtei an sich zu bringen.
Die Vogtei stand zunächst den Herren von Metelen aus dem Geschlecht der Billunger zu. Seit 1173 waren die Grafen von Tecklenburg Vögte. Äbtissin Oda (1310–1352) begann damit das Kloster aus dieser Abhängigkeit zu lösen. Sie kaufte seit 1319 von den Grafen von Tecklenburg Vogteirechte über eine Reihe von Klosterhöfen ab. Im Jahr 1337 kaufte sie auch die Gerichtsrechte und die Marktpolizei im Bereich des Wigbold Metelen. Für den Wigbold wurden Richter der Abtei eingesetzt. Versuche der Bischöfe von Münster diese Rechte an sich zu ziehen scheiterten. Appellationsinstanz für das Gericht in Metelen war der Rat der Stadt Coesfeld. Die Äbtissin spielte seither eine führende Rolle in Metelen.
Bis 1040 gehörten das Kloster und die dazugehörenden Bauern zur Pfarrei Wettringen. Danach wurde es eigene Pfarrei. Im Jahr 1193 wurde die Äbtissin mit dem Archidiakonat Metelen belehnt.

## Konvent
Der Konvent bestand aus 13 bis 15 Frauen. Diese kamen im Mittelalter aus adeligen, teilweise auch aus bürgerlichen Familien. Später kamen sie fast ausschließlich aus Familien des Adels.
Die Äbtissinnen gehörten zumindest bis ins Reformationszeitalter den gräflichen Familien der Umgebung an. Einige der Äbtissinnen waren auch Vorsteherinnen in anderen Abteien. Allerdings sind vom 9. bis zum 13. Jahrhundert nur drei Äbtissinnen mit Namen bekannt. Weitere drei sind aus dem 13. Jahrhundert bekannt. Von diesen waren zwei zugleich Äbtissinnen in Nottuln.
Zur Äbtissin und den Nonnen beziehungsweise Stiftsdamen kamen noch fünf männliche Geistliche (Kanoniker) hinzu.

## Besitzungen
Um 1350 gehörten zum Kloster etwa 100 Höfe, die diesem abgabenpflichtig waren. Diese lagen in 40 Dörfern im Münsterland bis hinein nach Holland. Der Ort Einen beispielsweise war eine Gründung des Stiftes und war ursprünglich ein Gut und Pfrund. Diese Zahl stieg noch an und 1539 waren es 145 Höfe. Die Einkünfte wurden 1417 geregelt. Der Ertrag einiger Höfe stand der Äbtissin zu, andere dem Konvent, wieder andere beiden Seiten.

## Zeit als Damenstift
Die Umwandlung in ein Stift Ende des 15. Jahrhunderts führte zu einigen Veränderungen. Gemeinsame Einrichtungen wie Refektorium und Dormitorium spielten keine Rolle mehr. Das bisherige gemeinsame Vermögen des Konvents wurde in Präbenden aufgeteilt. Die Stiftsdamen lebten nunmehr in eigenen Gebäuden („Kurien“), die mit dem Kreuzgang verbunden waren. Die Gebäude waren im Besitz der jeweiligen Adelsfamilien. Anstelle der Ordenskleidung durften die Damen ab 1532 weltliche Kleidung tragen. Allerdings bestand weiterhin Residenzpflicht.
Gegen den Versuch des Bischofs von Münster, die Schlüsselgewalt über die Stadttore von Metelen zu erlangen, setzten sich Stift und die inzwischen entstandene Stadt gemeinsam durch. Die Kommune erkannte in der frühen Neuzeit die Äbtissin als Stadtherrin an. Im Artikelbrief von 1591 wurden die Rechte von Stadt und Stift festgelegt.
Eine Abkehr vom Katholizismus drohte im 16. Jahrhundert. Eine Visitation im Jahr 1572 ergab, dass in Metelen evangelische Anschauungen vorherrschten. Diese Tendenzen wurden in der Folge zurückgedrängt. Bei der Visitation von 1616 waren keine reformatorischen Einflüsse mehr spürbar.
Während des Dreißigjährigen Krieges litt das Stift unter den Kriegsereignissen. Im Jahr 1623 besetzte Christian von Braunschweig vor der Schlacht im Lohner Bruch das Stift.
Im Jahr 1720 begann die Äbtissin Cornelia Anna Droste zu Vischering mit dem Bau neuer Stiftsgebäude. Aus dieser Zeit stammt das Haus der Äbtissin. Erhalten ist das aus derselben Zeit stammenden Stiftshaus der Maria Clara von Oer zu Egelborg.
Eine der letzten Äbtissinnen war Anna Elisabeth von Droste zu Hülshoff (1733–1805), deren Patenkind und Großnichte, die Dichterin Annette von Droste-Hülshoff, sie in Metelen mit ihrer Familie besuchte.

## Säkularisation
Nach dem Reichsdeputationshauptschluss wurde das Stift aufgehoben und die Besitzungen fielen an den Wild- und Rheingraf zu Salm-Grumbach. Die Stiftsdamen erkannten dies nicht an und riefen 1805 das Reichskammergericht an. Seit 1806 gehörte das Stift zum napoleonischen Großherzogtum Berg. Joachim Murat betrachtete die Aufhebung als nicht erfolgt und ernannte eine Nichte zur Äbtissin. Erst 1810/1811 wurde es endgültig säkularisiert. Die ehemaligen Stiftsdamen erhielten Pensionen.
Auch nach dem Ende der napoleonischen Herrschaft hielten die Stiftsdamen dennoch gegen den Rheingrafen zu Salm an ihren Ansprüchen fest. Die Rechtsstreitigkeiten zogen sich bis in die 1820er Jahre hin, ehe sich das Haus Salm durchsetzen konnte.
Einige Gebäude wurden verkauft, andere abgebrochen. Die Wohnhäuser der Stiftsdamen wurden von den sie besitzenden Familien ebenfalls verkauft.

## Baulichkeiten
Das Stift Metelen war durch Mauern, Tore und Gebäude nach außen abgeschlossen. Ein Tor erlaubte die Einfahrt in den inneren Bereich des Stifts. Neben der Stiftskirche St. Cornelius und Cyprian, gab es einen Kreuzgang mit einem Innenhof, um diesen gruppierten sich die eigentlichen Gebäude des Konvents und das Haus der Äbtissin.
Gegen Ende des 12. Jahrhunderts wurde der Westbau der Kirche gebaut. Im zweiten Viertel des 13. Jahrhunderts folgte der Bau des Hallenlanghauses der Kirche. Dabei wurde die westliche Eingangshalle um ein Joch verkleinert. Die Kirche ist eine zweischiffige Halle ohne Querhaus. Im Jahr 1720 wurde ein neues Abteigebäude und Stiftshaus errichtet. 1798 wurde die benachbarte, um 1100 errichtete, Kirche St. Vitus abgerissen. In der Mitte des 19. Jahrhunderts erfolgten Umbauten der Kirche und der Bau einer neuen Sakristei. In den 1930er Jahren wurde der Boden tiefer gelegt und archäologische Ausgrabungen gemacht. In den Jahren zwischen 1957 und 1961 kam es zu Restaurierungsarbeiten und zur baulichen Untersuchungen.